# Wahlkreis Riesa-Großenhain 1
Der Wahlkreis Riesa-Großenhain 1 war ein Landtagswahlkreis in Sachsen, der erstmals zu den Landtagswahlen 1994 gebildet wurde und bis zur Landtagswahl 2009 existierte. Er hatte die Wahlkreisnummer 37. Das Wahlkreisgebiet umfasste 1994 einen Teil des zum 1. August 1994 gebildeten Landkreises Riesa-Großenhain  und war deckungsgleich mit dem zur Landtagswahl 1990 gebildeten Wahlkreis Riesa I. Der Landkreis ging im Zuge der sächsischen Kreisgebietsreform 2008 im neuen Landkreis Meißen auf. Das Wahlkreisgebiet bestand zwischen 1994 und 2009 aus folgenden Städten und Gemeinden: Hirschstein, Riesa, Stauchitz, Strehla und Zeithain. Nachfolger wurde 2014 der Wahlkreis Meißen 1, in dem der Wahlkreis Riesa-Großenhain 1 aufging, aber noch um die Stadt Lommatzsch und die Gemeinden Diera-Zehren und Käbschütztal des vormaligen Wahlkreises Meißen 1 erweitert.

## Wahl 2009
| Amtliches Endergebnis der Landtagswahl am 30. August 2009 in Sachsen im Wahlkreis 037 Riesa-Großenhain 1 (Ergebnisse in Prozent) |

| Direktkandidat   | Partei          | Erststimmen in % | Zweitstimmen in % |
| ---------------- | --------------- | ---------------- | ----------------- |
| Geert Mackenroth | CDU             | 33,2             | 38,7              |
| Uta Knebel       | Die Linke       | 26,8             | 23,0              |
| Andreas Näther   | SPD             | 13,2             | 10,3              |
| Jürgen Gansel    | NPD             | 7,9              | 7,8               |
| Michael Kutschke | FDP             | 12,3             | 10,1              |
| Thoralf Koß      | GRÜNE           | 6,6              | 4,6               |
| -                | Tierschutz      | -                | 1,9               |
| -                | PBC             | -                | 0,2               |
| -                | BüSo            | -                | 0,2               |
| -                | DSU             | -                | 0,1               |
| -                | REP             | -                | 0,1               |
| -                | Freie Sachsen   | -                | 0,9               |
| -                | FP Deutschlands | -                | 0,1               |
| -                | Humanwirtschaft | -                | 0,2               |
| -                | Piraten         | -                | 1,6               |
| -                | SVP             | -                | 0,3               |

Es waren 43.350 Personen wahlberechtigt. Die Wahlbeteiligung lag bei 47,7 %. Von den abgegebenen Stimmen waren 2,3 % ungültig. Als Direktkandidat wurde Geert Mackenroth (CDU) gewählt. Er erreichte 33,2 % aller gültigen Stimmen.

## Wahl 2004
Die Landtagswahl 2004 hatte folgendes
Ergebnis:
| Direktkandidat      | Partei     | Erststimmen in % | Zweitstimmen in % |
| ------------------- | ---------- | ---------------- | ----------------- |
| Wolfram Köhler      | CDU        | 41,1             | 40,8              |
| Nicole Lay          | PDS        | 25,4             | 26,5              |
| Dietmar Damaschke   | SPD        | 8,3              | 8,3               |
| Volker Herold       | GRÜNE      | 5,6              | 3,7               |
| Jörg Reißner        | NPD        | 10,8             | 11,3              |
| Christian Schreiber | FDP        | 8,7              | 5,3               |
| -                   | DSU        | -                | 0,2               |
| -                   | PBC        | -                | 0,2               |
| -                   | GRAUE      | -                | 1,0               |
| -                   | BüSo       | -                | 0,4               |
| -                   | AUFBRUCH   | -                | 0,6               |
| -                   | DGG        | -                | 0,4               |
| -                   | Tierschutz | -                | 1,6               |

Es waren 45.438 Personen wahlberechtigt. Die Wahlbeteiligung lag bei 58,7 %. Von den abgegebenen Stimmen waren 2,0 % ungültig. Als Direktkandidat wurde Wolfram Köhler (CDU) gewählt. Er erreichte 41,1 % aller gültigen Stimmen.

## Wahl 1999
Die Landtagswahl 1999 hatte folgendes Ergebnis:
| Direktkandidat     | Partei          | Erststimmen in % | Zweitstimmen in % |
| ------------------ | --------------- | ---------------- | ----------------- |
| Heiner Sandig      | CDU             | 53,8             | 56,6              |
| Horst Hofmann      | SPD             | 13,7             | 10,1              |
| Bernd Fischer      | PDS             | 25,5             | 23,8              |
| Martin Reiter      | GRÜNE           | 2,4              | 2,1               |
| Detlef Rudolf Kühn | FDP             | 1,1              | 0,8               |
| -                  | BüSo            | -                | 0,1               |
| -                  | DSU             | -                | 0,2               |
| -                  | GRAUE           | -                | 0,3               |
| -                  | REP             | -                | 0,7               |
| -                  | FP Deutschlands | -                | 0,0               |
| -                  | Pro DM          | -                | 2,0               |
| -                  | KPD             | -                | 0,1               |
| Lars Lidke         | NPD             | 3,5              | 2,9               |
| -                  | FORUM           | -                | 0,2               |
| -                  | PBC             | -                | 0,1               |

Es waren 47.197 Personen wahlberechtigt. Die Wahlbeteiligung lag bei 58,2 %. Von den abgegebenen Stimmen waren 1,8 % ungültig. Als Direktkandidat wurde Heiner Sandig (CDU) gewählt. Er erreichte 56,6 % aller gültigen Stimmen.

## Wahl 1994
Die Landtagswahl 1994 hatte folgendes Ergebnis:
| Direktkandidat             | Partei | Erststimmen in % | Zweitstimmen in % |
| -------------------------- | ------ | ---------------- | ----------------- |
| Heiner Sandig              | CDU    | 44,1             | 53,4              |
| Christian Freimut Preißler | SPD    | 28,2             | 19,4              |
| Gudrun Reichelt            | FDP    | 6,0              | 2,5               |
| Thomas Neumann             | GRÜNE  | 5,9              | 3,9               |
| -                          | DSU    | -                | 0,3               |
| -                          | REP    | -                | 1,1               |
| -                          | FORUM  | -                | 0,6               |
| Helmut Kühne               | PDS    | 15,8             | 18,6              |
| -                          | SP     | -                | 0,2               |

Es waren 47.894 Personen wahlberechtigt. Die Wahlbeteiligung lag bei 54,0 %. Von den abgegebenen Stimmen waren 1,8 % ungültig. Als Direktkandidat wurde Heiner Sandig (CDU) gewählt. Er erreichte 44,1 % aller gültigen Stimmen.